# Meilleurs buteurs du championnat d'Australie de football
Cet article liste les meilleurs buteurs du championnat d'Australie de football depuis sa création en 1977. 

## Classement général
Ce tableau présente le classement des meilleurs buteurs de l'histoire du Championnat d'Australie depuis 2005.

Les joueurs évoluant actuellement en A-League sont inscrits en caractères gras.
Dernière mise à jour : le 23 avril 2013.
| Rang | Joueur           | Période   | Clubs successifs                                                                                        | Buts |
| ---- | ---------------- | --------- | --- | ---- |
| 1.   | Shane Smeltz     | 2007-     | Wellington Phoenix (21), Gold Coast United (28), Perth Glory (24)                                       | 73   |
| 2.   | Archie Thompson  | 2005-     | Melbourne Victory (69)                                                                                  | 69   |
| 3.   | Sergio van Dijk  | 2008-2013 | Adelaide United (25), Brisbane Roar (25)                                                                | 50   |
| 4.   | Danny Allsopp    | 2005-2013 | Melbourne Victory (42)                                                                                  | 42   |
| 5.   | Mark Bridge      | 2005-     | Newcastle United Jets (13), Sydney FC (17), Western Sydney Wanderers (11)                               | 41   |
| 6.   | Travis Dodd      | 2005-     | Adelaide United (30), Perth Glory (9)                                                                   | 39   |
| 7.   | Alex Brosque     | 2005-2011 | Brisbane Roar (8), Sydney FC (30)                                                                       | 38   |
| 8.   | Carlos Hernández | 2007-     | Melbourne Victory (36)                                                                                  | 36   |
| 9.   | Sasho Petrovski  | 2005-2011 | Sydney FC (14), Central Coast Mariners (14), Newcastle United Jets (8)                                  | 36   |
| 10.  | Matthew Simon    | 2007-     | Central Coast Mariners (36)                                                                             | 36   |
| 11.  | Besart Berisha   | 2011-     | Brisbane Roar (35)                                                                                      | 35   |
| 12.  | Adam Kwasnik     | 2005-     | Central Coast Mariners (35)                                                                             | 35   |
| 13.  | Daniel McBreen   | 2009-     | North Queensland Fury (3), Perth Glory (5), Central Coast Mariners (27)                                 | 35   |
| 14.  | Jeremy Brockie   | 2005-     | New Zealand Knights (4), North Queensland Fury (1), Newcastle United Jets (11), Wellington Phoenix (16) | 32   |
| 15.  | Joel Griffiths   | 2006-2013 | Newcastle United Jets (28), Sydney FC (3)                                                               | 31   |
| 16.  | Paul Ifill       | 2009-     | Wellington Phoenix (31)                                                                                 | 31   |
| 17.  | Kevin Muscat     | 2005-2011 | Melbourne Victory (28)                                                                                  | 28   |
| 18.  | John Aloisi      | 2007-2011 | Central Coast Mariners (7), Sydney FC (11), Melbourne Heart (8)                                         | 26   |
| 19.  | Matthew Thompson | 2005-     | Newcastle United Jets (19), Melbourne Heart (7)                                                         | 26   |
| 20.  | Jamie Harnwell   | 2005-2011 | Perth Glory (25)                                                                                        | 25   |
| 21.  | Reinaldo         | 2005-2011 | Brisbane Roar (25)                                                                                      | 25   |
| 22.  | Tim Brown        | 2005-2012 | Newcastle United Jets (1), Wellington Phoenix (23)                                                      | 24   |
| 23.  | Steve Corica     | 2005-2010 | Sydney FC (23)                                                                                          | 23   |
| 24.  | Bruce Djite      | 2006-     | Adelaide United (13), Gold Coast United (10)                                                            | 23   |
| 25.  | Mitch Nichols    | 2007-     | Brisbane Roar (23)                                                                                      | 23   |
| 26.  | Labinot Haliti   | 2005-     | Newcastle United Jets (15), Western Sydney Wanderers (5)                                                | 20   |
| 27.  | Robbie Kruse     | 2007-2011 | Brisbane Roar (4), Melbourne Victory (16)                                                               | 20   |
| 28.  | Dario Vidošić    | 2006-     | Brisbane Roar (5), Adelaide United (15)                                                                 | 20   |

## Classement par saison

### National Soccer League
| Saison      | Joueurs                       | Equipe                               | Buts |
| ----------- | ----------------------------- | ------------------------------------ | ---- |
| 1977        | John Deans                    | Adélaïde City                        | 16   |
| 1978        | Ken Boden Clive Eaton         | Newcastle KB United Western Suburbs  | 14   |
| 1979        | Mark Jankovic                 | Marconi Stallions                    | 18   |
| 1980        | Gary Cole                     | Heidelberg United                    | 21   |
| 1981        | Gary Cole (2)                 | Heidelberg United (2)                | 16   |
| 1982        | John Kosmina                  | Sydney City                          | 23   |
| 1983        | Doug Brown                    | South Melbourne                      | 16   |
| 1984        | Doug Brown (2)                | South Melbourne (2)                  | 22   |
| 1985        | Charlie Egan                  | South Melbourne (3)                  | 21   |
| 1986        | Graham Arnold                 | Melbourne Knights                    | 15   |
| 1987        | Frank Farina                  | Marconi Stallions (2)                | 16   |
| 1988        | Frank Farina (2)              | Marconi Stallions (3)                | 16   |
| 1989        | Zlatko Nastevski              | Marconi Stallions (4)                | 20   |
| 1989 – 1990 | David Seal                    | Sydney United                        | 15   |
| 1990 – 1991 | David Seal (2)                | Marconi Stallions (5)                | 19   |
| 1991 – 1992 | Tim Bredbury Kimon Taliadoros | Sydney Olympic South Melbourne (4)   | 15   |
| 1992 – 1993 | Francis Awaritefe             | South Melbourne (5)                  | 19   |
| 1993 – 1994 | Mark Viduka                   | Melbourne Knights (2)                | 16   |
| 1994 – 1995 | Mark Viduka (2)               | Melbourne Knights (3)                | 18   |
| 1995 – 1996 | Damian Mori                   | Adélaïde City (2)                    | 31   |
| 1996 – 1997 | David Zdrilic                 | Sydney United (2)                    | 21   |
| 1997 – 1998 | Damian Mori (2)               | Adélaïde City (3)                    | 19   |
| 1998 – 1999 | Pablo Cardozo Mile Sterjovski | Sydney Olympic (2) Sydney United (3) | 18   |
| 1999 – 2000 | Damian Mori (3)               | Adélaïde City (4)                    | 22   |
| 2000 – 2001 | Sasho Petrovski               | Wollongong Wolves                    | 21   |
| 2001 – 2002 | Damian Mori (4)               | Perth Glory                          | 17   |
| 2002 – 2003 | Damian Mori (5)               | Perth Glory (2)                      | 24   |
| 2003 – 2004 | Ante Milicic                  | Parramatta Power                     | 20   |

### A-League
| Saison      | Joueurs                                                       | Equipe                                                                 | Buts |
| ----------- | ------------------------------------------------------------- | ---------------------------------------------------------------------- | ---- |
| 2005 – 2006 | Alex Brosque Bobby Despotovski Archie Thompson Stewart Petrie | Brisbane Roar Perth Glory (3) Melbourne Victory Central Coast Mariners | 8    |
| 2006 – 2007 | Daniel Allsopp                                                | Melbourne Victory (2)                                                  | 11   |
| 2007 – 2008 | Joel Griffiths                                                | Newcastle United Jets                                                  | 12   |
| 2008 – 2009 | Shane Smeltz                                                  | Wellington Phoenix                                                     | 12   |
| 2009 – 2010 | Shane Smeltz (2)                                              | Gold Coast United                                                      | 19   |
| 2010 – 2011 | Sergio van Dijk                                               | Adélaïde United                                                        | 16   |
| 2011 – 2012 | Besart Berisha                                                | Brisbane Roar (2)                                                      | 19   |
| 2012 – 2013 | Daniel McBreen                                                | Central Coast Mariners (2)                                             | 17   |
| 2013 – 2014 | Adam Taggart                                                  | Newcastle United Jets (2)                                              | 16   |
| 2014 – 2015 | Marc Janko                                                    | Sydney FC                                                              | 16   |